# Культурно-просветительский союз поляков города Прилуки
Общественная организация «Культурно-просветительский союз поляков города Прилуки» (пол. Kulturalno-Oświatowy Związek Polaków w Pryłukach, укр. Громадська організація «Культурно-просвітницька спілка поляків м. Прилуки») — сообщество, объединющее этнических поляков города Прилуки Черниговской области Украины. Организация создана 22 апреля 2002, официально зарегистрирована 7 мая того же года. Усилиями членов союза в Прилуках с 22 сентября 2002 года функционирует римско-католическая церковь. 
Члены организации регулярно собираются для празднования дней Независимости Польши (11 ноября), Полонии и поляков, проживающих за пределами Польши (2 мая), Конституции Польши (3 мая) и других.
В ноябре 2005 вышел первый номер украинско-польской газеты «Орлиное племя» (пол. «Orle plemię», укр. «Орлине плем'я»). Издание появилась при активной поддержке организации.
Инициатор создания и председатель организации — Неонила (Неля) Станиславовна Батищева.